# Engenville
Engenville ist eine französische Gemeinde mit 539 Einwohnern (Stand: 1. Januar 2022) im Arrondissement Pithiviers im Département Loiret in der Region Centre-Val de Loire. Die Gemeinde gehört zum Kanton Pithiviers (bis 2015: Kanton Malesherbes). Die Einwohner werden Engenvillois genannt.

## Geographie
Engenville liegt etwa 80 Kilometer südlich von Paris und etwa 55 Kilometer nordnordöstlich von Orléans. Umgeben wird Engenville von den Nachbargemeinden Intville-la-Guétard und Audeville im Norden, Césarville-Dossainville im Nordosten, Ramoulu im Osten, Marsainvilliers im Süden und Südosten, Pithiviers-le-Vieil im Süden sowie Guigneville im Westen.

## Bevölkerungsentwicklung
| Jahr                       | 1962 | 1968 | 1975 | 1982 | 1990 | 1999 | 2006 | 2018 |
| Einwohner                  | 455  | 385  | 334  | 348  | 374  | 393  | 452  | 563  |
| Quellen: Cassini und INSEE |      |      |      |      |      |      |      |      |

## Sehenswürdigkeiten
- Kirche Saint-Denis